# Hogna hickmani
Hogna hickmani là một loài nhện trong họ Lycosidae.
Loài này thuộc chi Hogna. Hogna hickmani được Lodovico di Caporiacco miêu tả năm 1955.